# Flugunfall an der Äbni Flue
Der Flugunfall an der Äbni Flue im Berner Oberland in der Schweiz ereignete sich am 12. April 2007 kurz nach 15:00 Uhr Ortszeit. Dabei kollidierte ein Tornado ECR der deutschen  Luftwaffe im Lauterbrunnental in etwa 3700 m ü. M. und ca. 200 Meter unterhalb der Kammlinie mit dem Berg. Die Besatzung initiierte den Rettungsausstieg sehr spät. Der Pilot wurde tödlich verletzt, der Waffensystemoffizier überlebte mit schweren Verletzungen. Das Flugzeug wurde zerstört.

## Ablauf
Ein Tornado ECR des Jagdbombergeschwaders 32 der Luftwaffe ( 46+47) befand sich auf einem Überlandflug vom französischen Militärflugplatz Solenzara auf Korsika zum Heimatflugplatz Lechfeld mit einer Zwischenlandung zum Betanken auf dem schweizerischen Militärflugplatz Emmen. Der Flug nach Emmen verlief ohne besondere Vorkommnisse. Der Weiterflug von Emmen war als Navigationsflug nach Sichtflugregeln im niedrigen Höhenband geplant und sah eine Routenführung über Sitten, Lodrino, Samedan und Altenrhein am Bodensee und von dort zum Heimatflugplatz Lechfeld vor.
Wenige Minuten nach dem Start in Emmen flog der Tornado in das Lauterbrunnental ein. Als der Steigflug aus dem Tal eingeleitet wurde, war der zum sicheren Überwinden der Berge erforderliche Steigwinkel größer als die Steigleistung des Luftfahrzeuges. Das Flugzeug kollidierte mit der Bergflanke der Äbni Flue. Gemäß in der Luftfahrt gebräuchlicher Definition ist dieser Unfall als Controlled flight into terrain (CFIT) einzuordnen.
Die Besatzung erkannte die Ausweglosigkeit ihrer Lage erst spät. Die Entscheidung zum Rettungsausstieg erfolgte außerhalb der Parameter des Rettungssystems für den Piloten – er wurde tödlich verletzt. Der Rettungsausstieg des Waffensystemoffiziers erfolgte noch innerhalb der Leistungsfähigkeit des Systems. Sein Fallschirm verfing sich an Felskanten der Bergwand. Er erlitt schwere Verletzungen. Seine Bergung erforderte einen Hubschrauber mit einer Rettungswinde und Langleine.

## Exkurs Ausschussfolge
Um bei einem Rettungsausstieg aus doppelsitzigen Kampfflugzeugen eine Kollision der beiden Schleudersitze miteinander beziehungsweise der Schleudersitze mit den Kabinendächern zu verhindern, verfügen moderne Flugzeuge über ein eingebautes Ausschussfolgesystem. Dieses System steuert den Ablauf und stellt durch eine zeitliche Taktung die für eine sichere Funktion erforderlichen Abstände her. In der zeitlichen Abfolge wird zuerst das Dach entfernt, bei zwei Dächern immer zuerst das hintere. Dann wird der hintere Sitz hinauskatapultiert und zuletzt der vordere Sitz. Der zeitliche Unterschied ist gering und liegt im Bereich einer Sekunde. In Situationen, in denen ein Rettungsausstieg erst spät eingeleitet wird, kann es dennoch vorkommen, dass der Okkupant des hinteren Sitzes gerade noch überlebt, während der Rettungsversuch für den vorderen Besatzungsangehörigen schon außerhalb der Leistungsgrenzen des Schleudersitzes liegt und daher erfolglos bleibt.

## Folgen und Maßnahmen
Der Unfall löste in der Schweiz eine Diskussion über den Flugbetrieb ausländischer militärischer Flugzeuge aus.
Der Unfall wurde von der schweizerischen Militärjustiz und von deutscher Seite vom General Flugsicherheit in der Bundeswehr untersucht. Der Untersuchungsbericht ist nicht öffentlich.
Offenbar verfügte die Besatzung nur über geringe Erfahrung im Fliegen im Hochgebirge. Daher änderte die Schweiz ihre Verfahren zur Beratung und Betreuung von Fremdbesatzungen und berücksichtigt seither stärker deren Erfahrung.
Die Schweiz verzichtete auf die Einforderung der entstandenen Kosten in Höhe von 60'000 Franken.